# US Open 1986
Die 106. US Open 1986 waren ein Tennis-Hartplatzturnier der Klasse Grand Slam, das von der ITF veranstaltet wurde. Es fand vom 26. August bis 7. September 1986 in Flushing Meadow, New York, Vereinigte Staaten statt.
Titelverteidiger im Einzel waren Ivan Lendl bei den Herren sowie Hana Mandlíková bei den Damen. Im Herrendoppel waren Ken Flach und Robert Seguso, im Damendoppel Claudia Kohde-Kilsch und Helena Suková und im Mixed Martina Navratilova und Heinz Günthardt  die Titelverteidiger.

## Herreneinzel

### Setzliste
| Nr. | Spielerin      | Erreichte Runde |
| --- | -------------- | --------------- |
| 01. | Ivan Lendl     | Sieg            |
| 02. | Mats Wilander  | Achtelfinale    |
| 03. | Boris Becker   | Halbfinale      |
| 04. | Stefan Edberg  | Halbfinale      |
| 05. | Yannick Noah   | 3. Runde        |
| 06. | Jimmy Connors  | 3. Runde        |
| 07. | Joakim Nyström | Viertelfinale   |
| 08. | Henri Leconte  | Viertelfinale   |

| Nr. | Spielerin       | Erreichte Runde |
| --- | --------------- | --------------- |
| 09. | John McEnroe    | 1. Runde        |
| 10. | Andrés Gómez    | 2. Runde        |
| 11. | Mikael Pernfors | 2. Runde        |
| 12. | Thierry Tulasne | 1. Runde        |
| 13. | Anders Järryd   | 3. Runde        |
| 14. | Tim Mayotte     | 1. Runde        |
| 15. | Brad Gilbert    | Achtelfinale    |
| 16. | Miloslav Mečíř  | Finale          |

## Dameneinzel

### Setzliste
| Nr. | Spielerin            | Erreichte Runde |
| --- | -------------------- | --------------- |
| 01. | Martina Navratilova  | Sieg            |
| 02. | Chris Evert-Lloyd    | Halbfinale      |
| 03. | Steffi Graf          | Halbfinale      |
| 04. | Hana Mandlíková      | Achtelfinale    |
| 05. | Pam Shriver          | Viertelfinale   |
| 06. | Claudia Kohde-Kilsch | Achtelfinale    |
| 07. | Helena Suková        | Finale          |
| 08. | Bonnie Gadusek       | Viertelfinale   |

| Nr. | Spielerin          | Erreichte Runde |
| --- | ------------------ | --------------- |
| 09. | Manuela Maleeva    | Viertelfinale   |
| 10. | Kathy Rinaldi      | 1. Runde        |
| 11. | Gabriela Sabatini  | Achtelfinale    |
| 12. | Zina Garrison      | Achtelfinale    |
| 13. | Stephanie Rehe     | Achtelfinale    |
| 14. | Catarina Lindqvist | Achtelfinale    |
| 15. | Kathy Jordan       | Achtelfinale    |
| 16. | Carling Bassett    | 1. Runde        |

## Herrendoppel

### Setzliste
| Nr. | Paarung                             | Erreichte Runde |
| --- | ----------------------------------- | --------------- |
| 01. | Guy Forget Yannick Noah             | Viertelfinale   |
| 02. | Stefan Edberg Anders Järryd         | 2. Runde        |
| 03. | Joakim Nyström Mats Wilander        | Finale          |
| 04. | Andrés Gómez Slobodan Živojinović   | Sieg            |
| 05. |                                     | Rückzug         |
| 06. | Paul Annacone Christo van Rensburg  | Achtelfinale    |
| 07. | John Fitzgerald Tomáš Šmíd          | Achtelfinale    |
| 08. | Sergio Casal Emilio Sánchez Vicario | 1. Runde        |

| Nr. | Paarung                         | Erreichte Runde |
| --- | ------------------------------- | --------------- |
| 09. | Scott Davis David Pate          | 2. Runde        |
| 10. | Andy Kohlberg Robert Van’t Hof  | 1. Runde        |
| 11. | Mike DePalmer Gary Donnelly     | Viertelfinale   |
| 12. | Mark Edmondson Sherwood Stewart | Viertelfinale   |
| 13. | Jakob Hlasek Pavel Složil       | 1. Runde        |
| 14. |                                 | Rückzug         |
| 15. | Chip Hooper Mike Leach          | 2. Runde        |
| 16. | Kevin Curren Matt Mitchell      | Halbfinale      |

## Damendoppel

### Setzliste
| Nr. | Paarung                            | Erreichte Runde |
| --- | ---------------------------------- | --------------- |
| 01. | Martina Navratilova Pam Shriver    | Sieg            |
| 02. | Claudia Kohde-Kilsch Helena Suková | Viertelfinale   |
| 03. | Hana Mandlíková Wendy Turnbull     | Finale          |
| 04. | Steffi Graf Gabriela Sabatini      | Halbfinale      |
| 05. | Kathy Jordan Elizabeth Smylie      | Viertelfinale   |
| 06. | Elise Burgin Rosalyn Fairbank      | Halbfinale      |
| 07. | Gigi Fernández Robin White         | Viertelfinale   |
| 08. | Zina Garrison Kathy Rinaldi        | Viertelfinale   |

| Nr. | Paarung                          | Erreichte Runde |
| --- | -------------------------------- | --------------- |
| 09. | Eva Pfaff Andrea Temesvári       | Achtelfinale    |
| 10. | Betsy Nagelsen Joanne Russell    | Achtelfinale    |
| 11. | Alycia Moulton Anne White        | Achtelfinale    |
| 12. | Candy Reynolds Anne Smith        | Achtelfinale    |
| 13. | Carling Bassett Bonnie Gadusek   | 2. Runde        |
| 14. | Lori McNeil Catherine Suire      | Achtelfinale    |
| 15. | Terry Holladay Sharon Walsh-Pete | 1. Runde        |
| 16. | Patty Fendick Jill Hetherington  | Achtelfinale    |

## Mixed

### Setzliste
| Nr. | Paarung                           | Erreichte Runde |
| --- | --------------------------------- | --------------- |
| 01. | Peter Fleming Martina Navratilova | Finale          |
| 02. | Ken Flach Kathy Jordan            | Viertelfinale   |
| 03. | John Fitzgerald Elizabeth Smylie  | Halbfinale      |
| 04. | Scott Davis Betsy Nagelsen        | Achtelfinale    |

| Nr. | Paarung                              | Erreichte Runde |
| --- | ------------------------------------ | --------------- |
| 05. | Emilio Sánchez Vicario Bettina Bunge | Halbfinale      |
| 06. | Gary Donnelly Carling Bassett        | Achtelfinale    |
| 07. | Robert Van’t Hof Mary-Lou Piatek     | 1. Runde        |
| 08. | John Lloyd Wendy Turnbull            | 1. Runde        |